# Локис (фильм)
«Локис» (пол. Lokis. Rękopis profesora Wittembacha) — польский фильм ужасов 1970 года, экранизация одноимённой повести Проспера Мериме.

## Сюжет
Действие фильма происходит в XIX веке. Немецкий профессор языкознания и этнологии (а по совместительству - также и лютеранский пастор) Виттембах из Кёнигсберга приехал в дворец графа Михаила Шемета в Литве. По слухам, мать родила графа после того, как подверглась насилию со стороны медведя...

## В ролях
- Эдмунд Феттинг — профессор Виттембах
- Малгожата Браунек — Юлия Довгелло
- Юзеф Дуряш — граф Михаил Шемет
- Густав Люткевич — доктор Фрёбер
- Зофья Мрозовска — мать графа
- Веслава Мазуркевич — мать Юлии
- Ханна Станкувна — мисс Памелла, гувернантка Юлии
- Ирена Хорецкая — княгиня Катажина Пацова
- Анна Ярачувна — служанка графини Шеметовой
- Анджей Красицкий — шафер на сельской свадьбе
- Тадеуш Ордейг — генерал Вельяминов
- Веслава Квасьневская — жена генерала Вельяминова
- Витольд Хольц — адъютант генерала
- Анджей Хрыдзевич — адъютант генерала
- Данута Водыньская — Жданова
- Станислав Мильский — ведьма
- Юзеф Перацкий — лакей Шеметов
- Павел Унруг — лакей Шеметов
- Рышард Петруский — кучер
- Богуш Билевский — посланец графа с письмом для профессора Виттембаха
- Владислав Девойно — кондуктор в поезде (озвучил Вацлав Ковальский)
- Адам Мулярчик — гость
- Ядвига Курылюк
- Теофиля Коронкевич
- Анджей Рауш
- Витольд Зарыхта и др.

## Советский дубляж
Фильм дублирован на киностудии «Мосфильм».
- Режиссёр дубляжа — Александр Алексеев
- Звукооператор — Николай Прилуцкий
- Автор русского текста — Зинаида Целиковская
- Редактор — Лидия Балашова

Роли дублировали:
- Феликс Яворский — Виттембах
- Юлиана Бугаева — Юлия
- Сергей Малишевский — граф
- Владимир Балашов — Фрёбер
- Нина Зорская — мать графа
- Марина Стриженова — Памелла
- Николай Граббе — эпизод
- Ольга Гобзева — эпизод

## Признание
- 1971 — Лучшая режиссура: Гран-при — 14-й Международный фестиваль фантастических фильмов в Сиджесе.